# Andi Mack
Andi Mack é uma série de televisão americana familiar de comédia do Disney Channel, criada por Terri Minsky e Michelle Manning.
É protagonizada por Peyton Elizabeth Lee, Joshua Rush, Sofia Wylie, Asher Angel, Lilan Bowden, Lauren Tom e Trent Garrett. A série acompanha Andi Mack, uma jovem de 13 anos, e seus melhores amigos, Cyrus Goodman e Buffy Driscoll, que frequentam o ensino médio.
Andi Mack é a série de maior audiência na televisão a cabo entre crianças de 6 a 14 anos.  É a primeira série no Disney Channel a apresentar um garoto gay do ensino médio, Cyrus Goodman, como um de seus principais personagens, uma distinção que atraiu considerável atenção da mídia e foi relatada nas notícias como sendo histórica. A série foi nomeada e ganhou prêmios por sua história, cuja introdução causou um aumento de audiência.

## Sinopse
A série Andi Mack conta a história de Andi, rapariga de 13 anos que é uma interpretação artística de introspecção, que está conhecendo a sí mesma, buscando saber onde ela se encaixa no lar, na escola e, até mesmo, mais amplamente, na vida. Ao longo do caminho, ela descobre que, por vezes, o inesperado é o que faz da vida melhor.

## Produção
O desenvolvimento da série começou em 2015, quando o presidente da Disney Channels Worldwide, Gary Marsh, convenceu Terri Minsky a desenvolver outra série para o Disney Channel. Em 2001, Minsky criou a popular sitcom Lizzie McGuire, e se encontrava relutante em criar outra série orientada para adolescentes. No entanto, ela finalmente encontrou inspiração para a série em um artigo sobre como Jack Nicholson tinha aprendido como adulto que a mulher que ele pensava ser sua irmã era na verdade sua mãe.E depois a serie foi anunciada. As gravações da primeira temporada da série começaram em Salt Lake City, em setembro de 2016 e terminou em dezembro de 2016.
A primeira temporada conta com 13 episódios, mas apenas 12 episódios foram emitidos. Em 25 de maio de 2017, o Disney Channel renovou a série para uma segunda temporada, que viria a estrear em 27 de outubro de 2017. Uma semana antes da estreia da segunda temporada, um vídeo musical com a versão completa da música tema da série, "Tomorrow Starts Today", interpretada por Sabrina Carpenter, foi lançado, sendo protagonizado por grande parte do elenco.
Em 25 de outubro de 2017, o site TVLine revelou que na segunda temporada, Cyrus (Joshua Rush) irá começar a perceber que tem sentimentos por TJ (Luke Mullen), tornando-se o primeiro personagem protagonista gay do Disney Channel. Isso chamou atenção no mundo todo. “Com mais e mais jovens a assumirem que são LGBTQ, ‘Andi Mack’ reflete as vidas e as experiências vividas por muitos jovens LGBTQ ao redor do mundo ", disse a presidente do GLAAD, Kate Ellis, “A televisão reflete a vida real e isso inclui os jovens LGBTQ, que merecem ver as suas vidas relatadas nas suas séries favoritas. A Disney tem sido líder na inclusão LGBTQ e há muitos jovens que ficarão empolgados ao verem a história de Cyrus a descobrir-se”.
Em 19 de fevereiro de 2018, o Disney Channel anunciou que Andi Mack havia sido renovado para uma terceira temporada, com o elenco informado sobre a renovação ao vivo do Good Morning America pelo criador naquele dia.
Em 24 de abril de 2019, foi anunciado que  Andi Mack  terminará após sua terceira temporada, com a temporada e o final da série marcados para 26 de julho de 2019.

## Elenco e Dobragem/Dublagem
| Ator/Atriz           | Personagem           | Temporada    | Temporada    | Temporada    | Dobrador         | Dublagem         |
| Ator/Atriz           | Personagem           | 1            | 2            | 3            | Dobrador         | Dublagem         |
| -------------------- | -------------------- | ------------ | ------------ | ------------ | ---------------- | ---------------- |
| Peyton Elizabeth Lee | Andi Mack            | Protagonista | Protagonista | Protagonista | Marta Mota       | Duda Moreira     |
| Joshua Rush          | Cyrus Goodman        | Protagonista | Protagonista | Protagonista | André Raimundo   | Matheus Ueta     |
| Sofia Wylie          | Buffy Driscoll       | Protagonista | Protagonista | Protagonista | Joana Castro     | Sophia Toledo    |
| Asher Angel          | Jonah Beck           | Protagonista | Protagonista | Protagonista | Carlos Martins   | Nicolas Cruz     |
| Trent Garrett        | Steven "Bowie" Quinn | Recorrente   | Recorrente   | Protagonista | João Vicente     | Henrique Reis    |
| Lilan Bowden         | Rebecca "Bex" Mack   | Protagonista | Protagonista | Protagonista | Ana Cloe         | Bruna Matta      |
| Lauren Tom           | Celia "CeCe" Mack    | Protagonista | Protagonista | Protagonista | Leonor Alcácer   | Sandra Mara      |
| Stoney Westmoreland  | Henry "Ham" Mack     | Recorrente   | Recorrente   | Recorrente   | Carlos Macedo    | César Marchetti  |
| Emily Skinner        | Amber (Âmbar)        | Recorrente   | Recorrente   | Recorrente   | Madalena Almeida | Tainá Marçal     |
| Garren Stitt         | Marty                | Recorrente   | Recorrente   | Recorrente   | Guilherme Macedo | Yago Contatori   |
| Molly Jackson        | Iris                 | Participação | Recorrente   | Ausente      | —                | Sicília Vidal    |
| Chelsea Zhang        | Brittany             | Recorrente   | Recorrente   | Ausente      | Bárbara Lourenço | Luiza Porto      |
| Luke Mullen          | TJ Kippen            | Ausente      | Recorrente   | Recorrente   | Bruno Bernardo   | Matheus Ferreira |
| Darius Marcell       | Walker Brodsky       | Ausente      | Recorrente   | Recorrente   | —                | Pedro Volpato    |

### Créditos de dublagem
| Créditos da Dublagem  | Brasil                                        |
| --------------------- | --------------------------------------------- |
| Tema de Abertura      | "Tomorrow Starts Today" por Sabrina Carpenter |
| Tradução dos Diálogos | Gustavo Samesima                              |
| Tradução Lírica       | Gustavo Samesima                              |
| Diretor Criativo      | Raúl Aldana                                   |
| Direção de Dublagem   | Fábio Azevedo / Sandra Mara                   |
| Dublado nos Estúdios  | TV Group Digital                              |

## Episódios
| Temporada | Temporada | Episódios | Exibição original     | Exibição original    | Exibição em Portugal              | Exibição em Portugal              | Exibição no Brasil     | Exibição no Brasil    |
| Temporada | Temporada | Episódios | Estreia de temporada  | Final de temporada   | Estreia de temporada              | Final de temporada                | Estreia de temporada   | Final de temporada    |
| --------- | --------- | --------- | --------------------- | -------------------- | --------------------------------- | --------------------------------- | ---------------------- | --------------------- |
|           | 1         | 12        | 7 de abril de 2017    | 23 de junho de 2017  | 9 de abril de 2018                | 14 de maio de 2018                | 10 de setembro de 2017 | 22 de outubro de 2017 |
|           | 2         | 27        | 27 de outubro de 2017 | 13 de agosto de 2018 | 15 de setembro de 2020 (Disney +) | 15 de setembro de 2020 (Disney +) | 10 de março de 2018    | 29 de outubro de 2018 |
|           | 3         | 20        | 8 de outubro de 2018  | 26 de julho de 2019  | 15 de setembro de 2020 (Disney +) | 15 de setembro de 2020 (Disney +) | 18 de agosto de 2019   | 2 de abril de 2020    |